# Michael Sars
Michael Sars (født 30. august 1805 i Bergen, død 22. oktober 1869 i Kristiania) var en norsk zoolog. Han var far til Ernst og Georg Ossian Sars.
Sars blev 1823 student og kom derefter til Kristiania, hvor hans tidligt vakte naturvidenskabelige interesser fik ny næring under hans studier på museet og i biblioteket; samtidig færdedes han i sin første studietid stadig på ekskursioner i den på forsteninger så rige Oslo-dal og samlede sig et betydeligt materiale, som han senere ville bearbejde. De naturvidenskabelige studier kunne imidlertid ikke brødføde ham, og han bestemte sig derfor til at gå embedsvejen. I 1828 blev han cand. theol. og virkede de følgende 3 år som lærer i sin fødeby. I 1830 blev han udnævnt til sognepræst i Kind i Søndfjord, der lå nær havet, bekvemt for zoologiske undersøgelser. I 1839 forflyttedes han til Manger ved Bergen.
Samtidig med sit teologiske studium og senere under sin virksomhed som præst fortsatte Sars sine naturhistoriske studier. Det var særlig de lavere havdyr, som han gjorde til genstand for sine undersøgelser. Hans første zoologiske arbejde Bidrag til Søedyrenes Naturhistorie udkom 1829. Hans andet arbejde Beskrivelser og Iagttagelser over nogle mærkeiige eller nye i Havet ved den Bergenske Kyst levende Dyr, som udkom 1835, omhandler en række ukendte havdyrs udseende, liv og udvikling. Dette arbejde blev snart i uddrag og oversættelse gengivet i flere udenlandske tidsskrifter og gjorde Sars' navn kendt blandt samtidens zoologer. I 1837 drog han med statsstipendium til Paris, hvor han tilbragte nogle måneder i omgang med datidens berømteste zoologer.
Fra Paris lagde han vejen gennem Tyskland og besøgte naturforskermødet i Prag, hvor han gav meddelelser om sine undersøgelser over molluskernes udvikling. Sars' næste betydelige arbejde er det 1846 udgivne 1. hæfte af Fauna littaralis Norvegiæ, som rundt i Europa vakte den største anerkendelse, og som utvivlsomt må betragtes som en af datidens værdifuldeste zoologiske frembringelser. I 1849 foretog Sars en studierejse til Lofoten og Finnmarken, og fra denne rejse bragte han med hjem en rigdom af nye og interessante dyrearter. Sommeren 1851 undersøgte Sars med statsstipendium Adriaterhavets kystfauna, og vinteren 1852—53 fortsatte han ved Neapel og på Sicilien sine studier af Middelhavets fauna, begge gange med det mål for øje at sammenligne de sydlige haves dyreformer og disses udbredelsesforhold med de nordlige haves.
Stærkere og stærkere blev med årene hos Sars følelsen af, at han ville kunne udrette noget ganske andet for sin videnskab, om det blev ham muligt, fri for sin embedsstillings pligter, at tage fast bopæl i Kristiania, hvor han kunde udnytte universitetets hjælpemidler. Han søgte derfor 1853 afsked fra sit præsteembede og blev 7. august 1854 udnævnt til ekstraordinær professor i zoologi; i denne stilling virkede han til sin død. De spørgsmål, som fra slutningen af 1850'erne mest optog ham, var sammenhængen mellem forverdenens dyreliv og nutidens; herom handler således hans Iagttagelser over den postpliocene eller glaciale Formation i en Del af det sydlige Norge (1860, sammen med Theodor Kjerulf), Geologiske og zoologiske Iagttagelser (1863), Om de i Norge forekommende fossile Dyrelevninger fra Quartærperioden (1865) samt flere mindre afhandlinger.
Af andre større arbejder fra Sars' hånd efter hans udnævnelse til professor skal her nævnes 2. hæfte af Fauna littoralis Norvegiæ (1856, sammen med Koren og Danielssen), Oversigt af Norges Echinodermer (1861), Om Siphonodentalium vitreum (1861), Lophogaster typicus (1862) samt Bidrag til Kundskab om Christianiafjordens Fauna (1868). Hans sidste større arbejde: Mémoires pour servir à la connaissance des crinoïdes vivants (1868) giver en beskrivelse af en sølilje, som sønnen Georg Ossian havde fundet i Lofoten på 300 favnes dyb. Fundet af denne dyreform, som hørte til en familie, hvis blomstringstid tilhører kridttiden, og som almindelig antogs for uddød for årtusinder siden, vakte den allerstørste opsigt blandt videnskabsmænd overalt i verden. Dette arbejde gav derfor også stødet til, at der fra England og Amerika i de følgende år blev udsendt videnskabelige ekspeditioner til undersøgelse af forskellige større havdyb i Atlanterhavet. Disse dannede forløbere for det kendte engelske Challenger-togt og for den norske Nordhavsekspedition. Sars var medlem og æresmedlem af en række inden- og udenlandske videnskabelige selskaber.